# 뷰로 베리타스

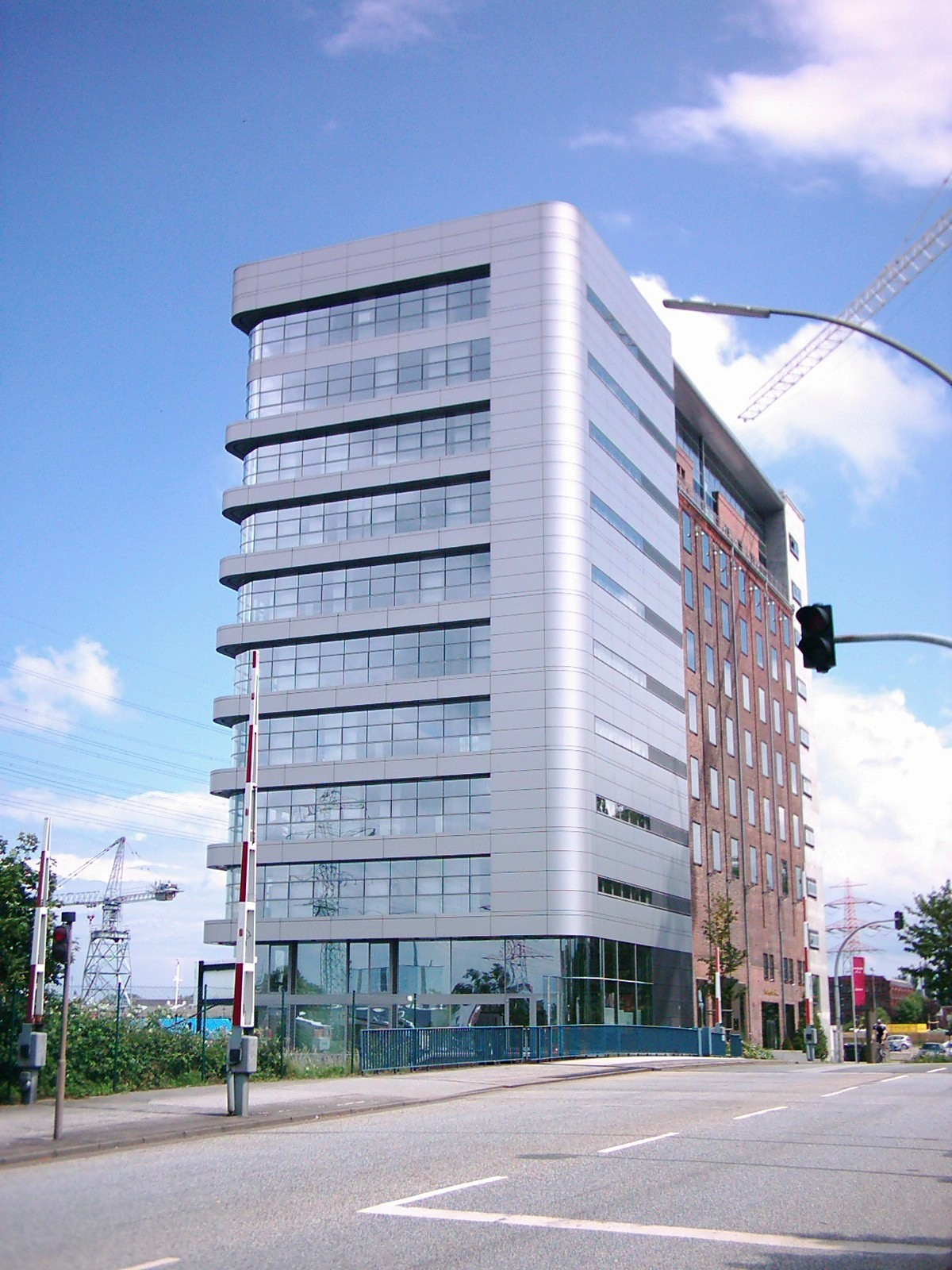

뷰로 베리타스(Bureau Veritas)는 테스트, 검사, 자격증을 전문으로 하는 프랑스의 기업으로, 1828년 설립되었다. 건축 및 기반 시설(소득의 27%), 식품 및 일상품(소득의 23%), 해양(소득의 7%), 산업(소득의 22%), 인증(소득의 7%), 소비제품(소득의 14%)를 포함한 다양한 분야를 운영한다.
뷰로 베리타스는 1,500곳 이상의 오피스와 연구소를 통해 140개국에 존재하며 직원 수는 78,000명 이상이다.

## 역사
뷰로 베리타스는 1828년 벨기에에 설립되었다. 최초 사명은 Bureau de renseignements pour les assurances maritimes였다.